# ستيفن ماكين
ستيفن ماكين (بالإنجليزية: Stephen McCain)‏ هو لاعب جمباز فني أمريكي، ولد في 9 يناير 1974 في هيوستن في الولايات المتحدة.

## وصلات خارجية
- ستيفن ماكين على موقع الاتحاد الدولي للجمباز (biography) (الإنجليزية)
- ستيفن ماكين على موقع اللجنة الأولمبية الدولية (الإنجليزية)
- ستيفن ماكين على موقع أوليمبيديا (الإنجليزية)